# Binibassi
Binibassi is een buurtschap binnen de gemeente Sóller op het Spaanse eiland Mallorca.
De geschiedenis van Binibassi gaat terug tot de 13e eeuw toen hier een boerderij stond van de Arabische familie Ibn Bassi, of Banu Bassi.  In de 14e eeuw kwam het eigendom in handen van de familie Torrella. Rond 1375 schreef Guillem de Torrella hier La Faula. Het gehucht bestaat tegenwoordig uit slechts enkele huizen op de tegenover Biniaraix gelegen helling van de 'gouden vallei', die zijn naam dankt aan de rijke begroeiing met sinaasappel-, citroen- en olijfbomen. De 'Possessió de Binibassí' staat als monument geïndexeerd in het Spaanse erfgoedregister Bien de Interés Cultural met als referentie RI-51-0008434. Het is een gebouw uit de 16e eeuw voorzien van een verdedigingstoren.
Binibassi ligt aan de lange afstandwandelroute GR 221 aan het traject van Sóller naar Refugi de Tossals Verds. Halverwege het pad van Sóller naar Binibassi ligt de Santuario de Santa Maria de l'Olivar met Sa Capelleta, een kapel uit 1917 gebouwd van ongelijke stenen, met van binnen een Lourdesgrot met beelden van Maria en de heilige Bernadette.

## Afbeeldingen

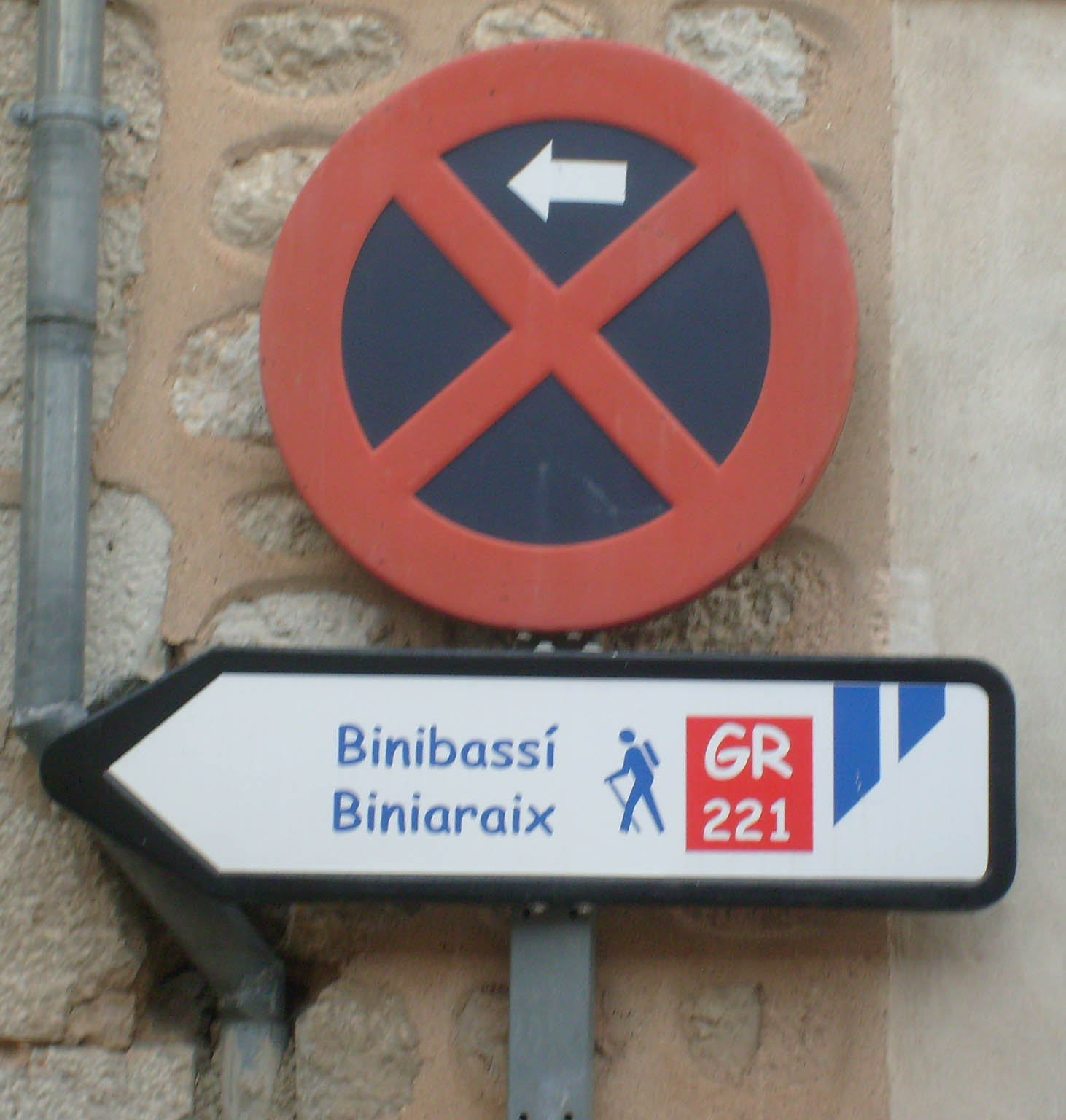
Richtingaanwijzer GR221 in Sòller naar Binibassí en Biniaraix
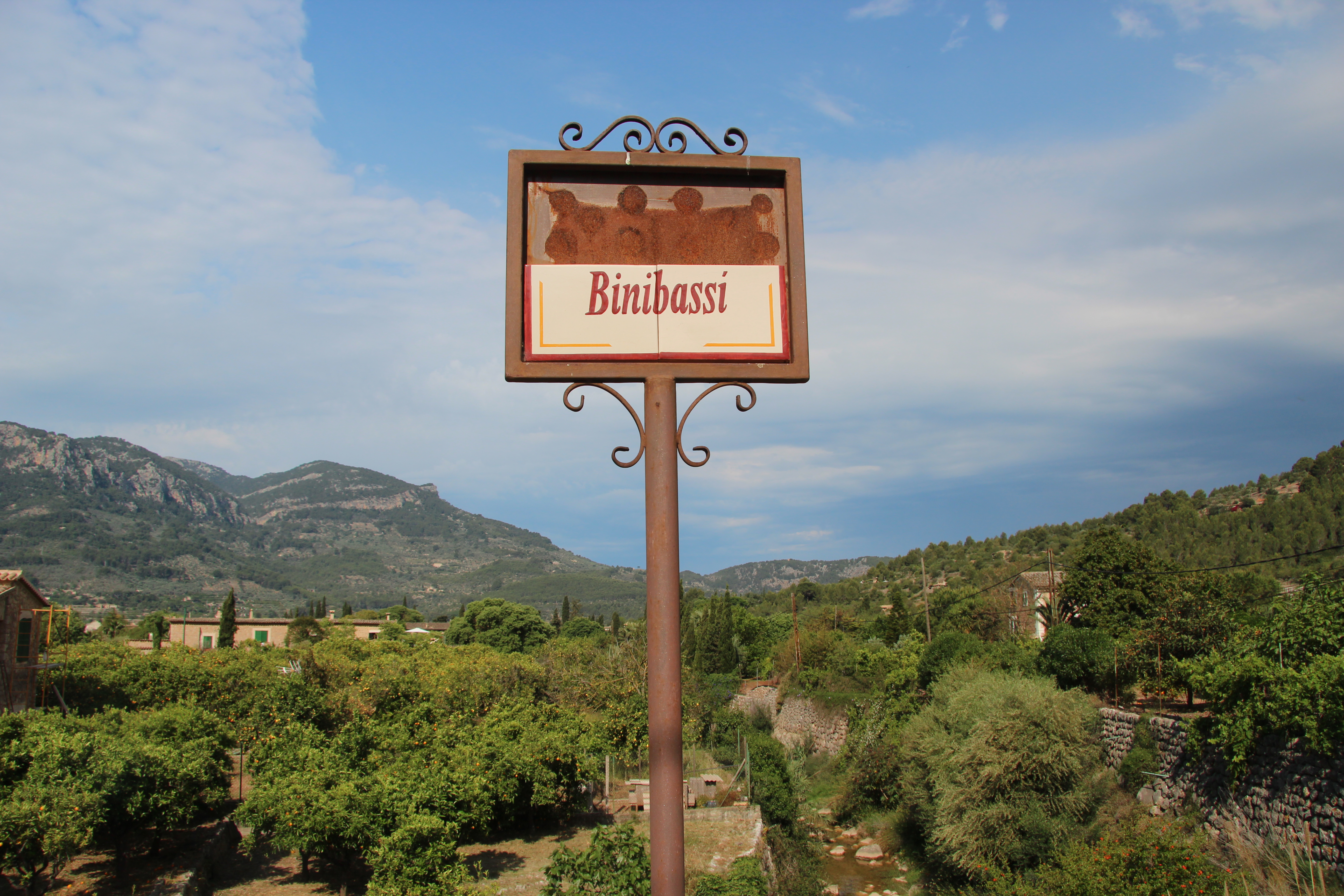
Plaats- of straatnaambord
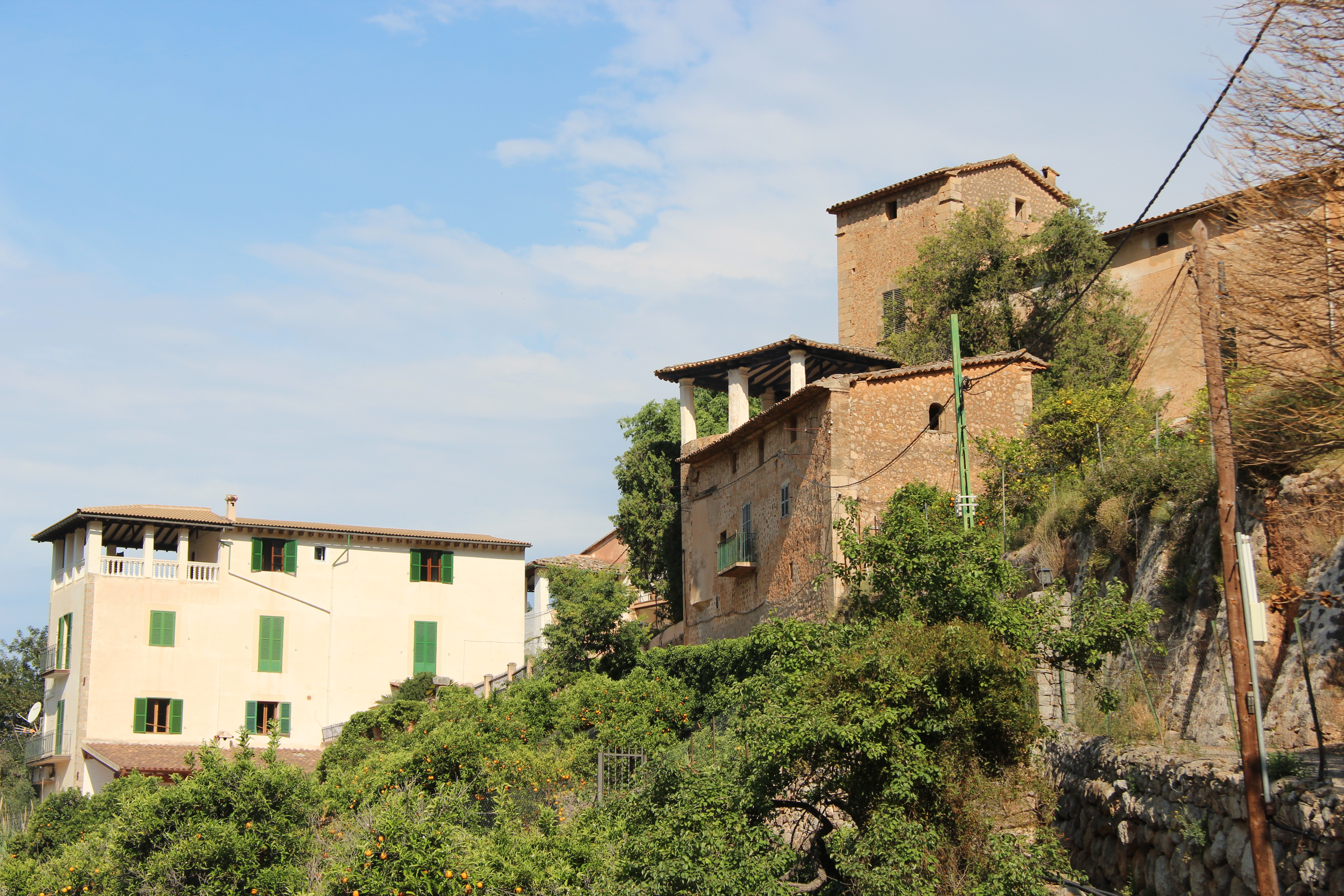
Rechts de 'Possessió de Binibassí'
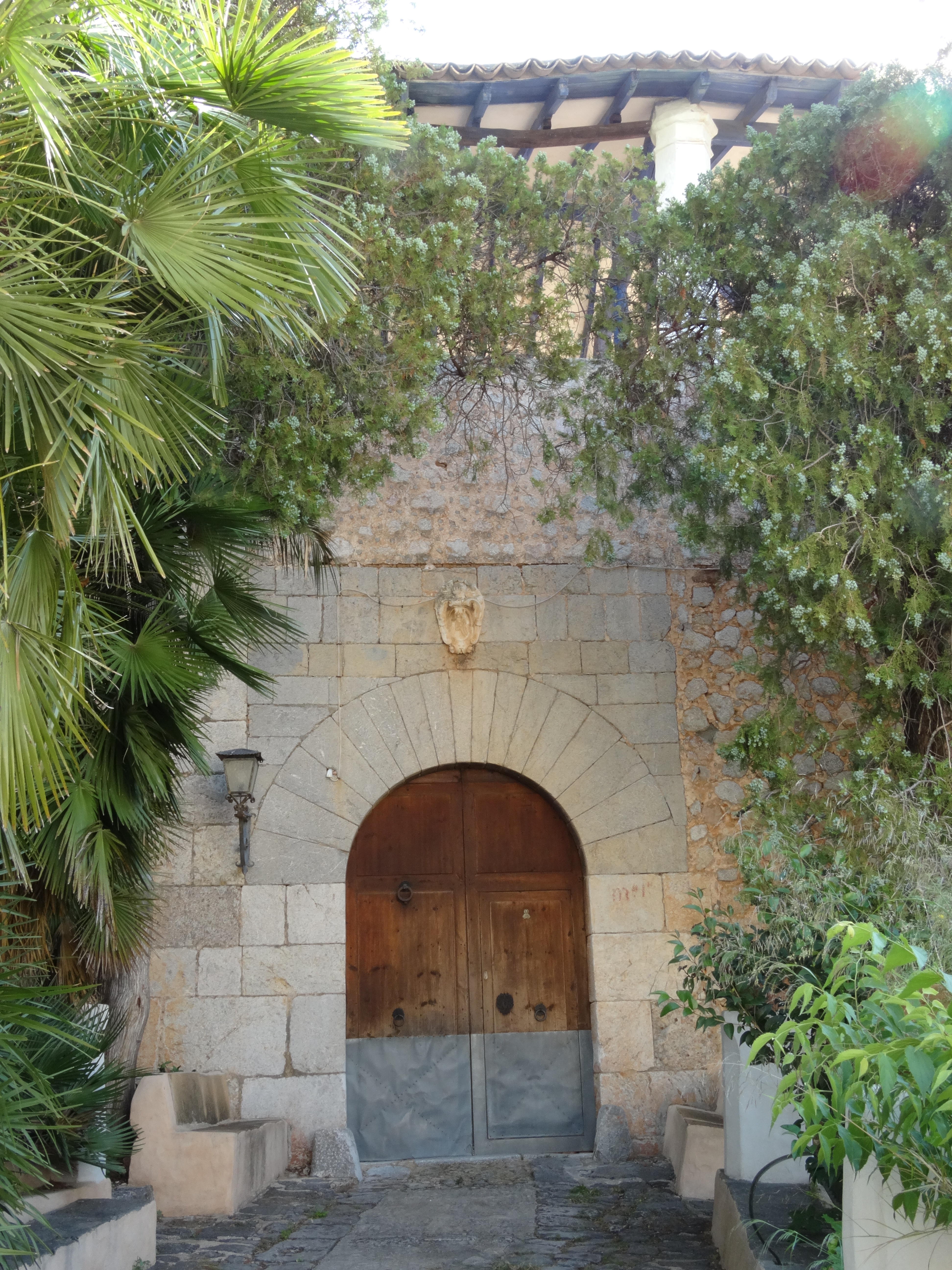
Poort van de Possessió de Binibassí
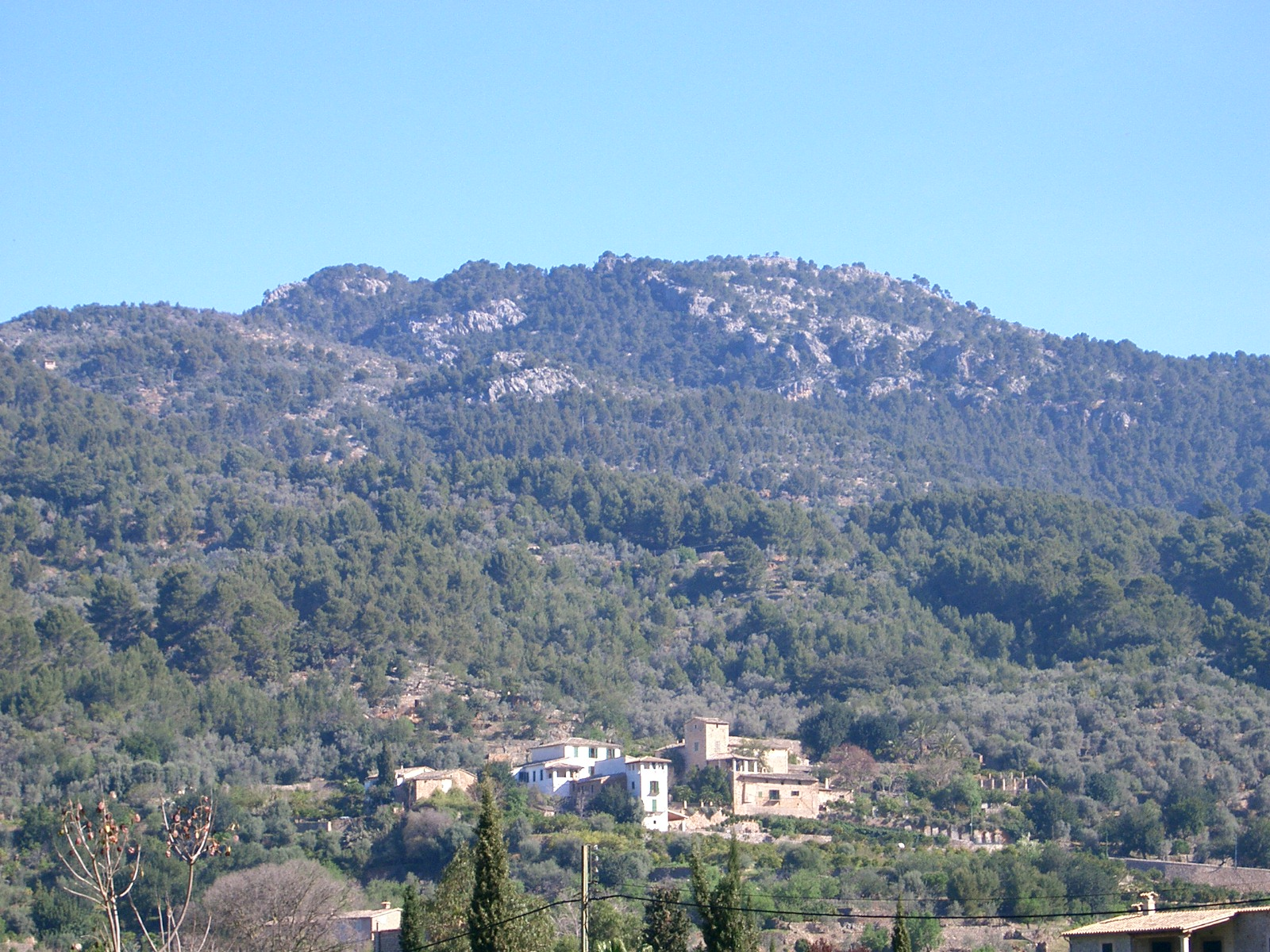
Binibassí met daar achter de Puig de sa Bassa (819 m)